# Halil Umut Meler
Halil Umut Meler (Smirne, 1º agosto 1986) è un arbitro di calcio turco.

## Carriera
Esordisce in Süper Lig il 18 settembre 2015 arbitrando l'incontro tra İstanbul Başakşehir e Akhisar Belediyespor.
Nel 2017 viene inserito nella FIFA International Referees List ed il 12 marzo 2017 dirige il suo primo incontro internazionale, tra le selezioni giovanili Under-17 di Spagna e Grecia.
Nel 2022 diventa un membro dell'UEFA Élite, la massima categoria arbitrale europea, quella di cui fanno parte gli arbitri che per la loro esperienza possono dirigere partite di Champions League dai quarti di finale in poi.
L'11 dicembre 2023, dopo aver arbitrato la partita di campionato Ankaragücü-Çaykur Rizespor, è stato aggredito dal presidente dell'Ankaragücü, Faruk Koca, il quale lo ha colpito con un pugno. In seguito a questo episodio, il presidente della federazione turca, Mehmet Büyükekşi, ha deciso di fermare fino a tempo indeterminato tutte le partite di calcio del Paese.
Il 23 aprile 2024 la UEFA lo ha convocato per il campionato d'Europa 2024 in Germania, insieme agli assistenti Mustafa Emre Eyisoy e Kerem Ersoy, ed al VAR Alper Ulusoy.